# RDML
RDML ist ein XML-basiertes Dateiformat in der Molekularbiologie. Es dient dazu Real Time Quantitative PCR Experimente in einem offenen Format abzuspeichern, so dass diese herstellerunabhängig interpretierbar bleiben. Der Standard wurde in die Minimum Information for Publication of Quantitative Real-Time PCR Experiments (MIQE) Richtlien aufgenommen und wird offiziell empfohlen. Nur ein Bruchteil der häufig genutzten Software unterstützt diesen jedoch. Es gibt Anbindungen an Mathematica oder R.